# Посольство США в Узбекистане
Посольство Соединённых Штатов Америки в Узбекистане (англ. Embassy of the United States in Uzbekistan) — дипломатическая миссия Соединённых Штатов Америки в Республике Узбекистан. Посольство находится в столице Узбекистана, городе Ташкенте, в Юнусабадском районе.

## История
Соединённые Штаты были одной из первых стран, признавших Узбекистан в качестве независимого государства 25 декабря 1991 года после распада Советского Союза, после чего между двумя странами в феврале 1992 года установились дипломатические отношения. В марте 1992 года в Ташкенте открылось посольство США во главе со временным поверенным в делах США Майклом Мозуром, в то время как узбекское посольство в Вашингтоне было открыто в феврале 1993 года. Первый посол США в Узбекистане Генри Ли Кларк был назначен в августе 1992 года, и вручил верительные грамоты президенту Узбекистана Исламу Каримову в сентябре 1992 года. Изначально посольство располагалось в районе Чиланзар, на Чиланзарской улице.
В феврале 2006 года американское посольство в Узбекистане переехало в новый посольский комплекс в Юнусабадском районе, на улице Майкурган.
Посольство США в Ташкенте включает в себя: политико-экономический отдел, отдел по связям с общественностью, консульский отдел, административный отдел, региональный офис безопасности, офис военного атташе, аппарат военного сотрудничества, отдел по сокращению внешних угроз и экспортного контроля и безопасности границ.

## Послы
- Майкл Мозур в.п. (1992)
- Генри Ли Кларк (1992—1995)
- Стэнли Эскудеро (1995—1997)
- Джозеф Пресель (1997—2000)
- Джон Хёрбст (2000—2003)
- Джон Пернелл (2003—2007)
- Ричард Норланд (2007—2010)
- Джордж Альберт Крол (2011—2014)
- Памела Спратлен (2014—2018)
- Дэниел Розенблюм (2019—2022)
- Джонатан Хеник (с 2022)